# Rhaphuma pingana
Rhaphuma pingana är en skalbaggsart som beskrevs av Maurice Pic 1926. Rhaphuma pingana ingår i släktet Rhaphuma och familjen långhorningar. Inga underarter finns listade i Catalogue of Life.